# John Astley (snooker)
Pour les articles homonymes, voir John Astley (2e baronnet) et Astley.
John Astley est un joueur de snooker professionnel né le 13 janvier 1989 à Gateshead en Angleterre.
Sa carrière amateur est marquée par deux titres en 2007 et en 2012. Chez les professionnels, Astley s'est qualifié à 20 reprises pour des tournois classés. Il compte pour meilleure performance un quart de finale lors de l'édition 2016 des Masters de Riga. Il ajoute aussi deux troisièmes tours et un huitième de finale à ce palmarès. C'était lors de la même saison.

## Carrière
Astley se révèle chez les juniors en remportant le titre national dans la catégorie des moins de 19 ans en 2007. En revanche, il rencontre des difficultés à exprimer son potentiel lorsqu'il commence à disputer les tournois amateurs du PIOS, ne remportant pas la moindre victoire. De plus, ses tentatives de se qualifier sur le circuit professionnel se sont avérées infructueuses, notamment lorsqu'il a participé au tournoi de la Q School en 2011. Néanmoins, Astley obtient davantage de soutien et prend part aux épreuves du championnat du circuit des joueurs 2012-2013. Il y atteint à trois reprises le stade des huitièmes de finale et termine quatrième meilleur joueur amateur au classement de l'ordre du mérite, décrochant ainsi une place sur le circuit professionnel pour les deux prochaines saisons.
Devenu professionnel pour la première fois en 2013, John Astley fait sa première apparition dans un tournoi classé à l'occasion du Classique de Wuxi où il est complètement dominé par son compatriote Robert Milkins au premier tour, sur le score de 5 manches à 0. Au cours du mois de novembre, Astley bat l'Irlandais Ken Doherty au premier tour du championnat du Royaume-Uni, remportant ainsi son premier match en tournoi classant. En fin de saison, il se qualifie pour une nouvelle épreuve classante : l'Open de Chine. Il y est éliminé au premier tour par le 3e joueur mondial Ding Junhui sur le score de 5-1. John Astley participe également à l'épreuve qualificative au championnat du monde de snooker 2014 où il est battu par Jamie Cope 10-2 au deuxième tour. À l'issue de la saison 2013-2014, John Astley termine 98e au classement mondial. L'Anglais est également nommé jeune joueur de l'année par la World Professional Billiards and Snooker Association (WPBSA) grâce à sa bonne entame de saison.
Sa saison 2014-2015 s'avère être décevante puisqu'il ne se qualifie pour aucun des tournois classés prévus au calendrier, à l'exception du championnat du Royaume-Uni et de l'Open du pays de Galles pour lesquels il était automatiquement qualifié. Il perd au premier tour à York, battu 6-2 par Jamie Cope et bat David Gilbert 4-1 au premier tour à Cardiff, avant d'être éliminé au deuxième tour par Gary Wilson en manche décisive (4-3). Astley participe également aux six épreuves du circuit européen sans jamais remporté le moindre match. Après avoir perdu au premier tour de qualification du championnat du monde de snooker 2015 face au Gallois Dominic Dale, Astley est relégué du circuit professionnel,.
Au cours de la saison 2015-2016, Astley participe seulement au tournoi de la Q School et bat Peter Lines 4-0 lors du second tournoi pour décrocher sa qualification sur le circuit pour deux ans.
Au début de la saison 2016-2017, Astley atteint pour la première fois de sa carrière le stade des quarts de finale dans un tournoi classé, au Masters de Riga, mais il est battu par le Gallois Mark Williams, sur le score de 4 manches à 1. Il va également en huitième de finale à l'Open d'Inde.
En mars 2017, John Astley arrive jusqu'en huitièmes de finale à l'Open de Gibraltar, éliminant notamment son compatriote Ben Woollaston au troisième tour. Astley est finalement battu par le Gallois Ryan Day sur le score de 4-2. Cette performance lui vaut de terminer la saison au 76e rang du classement mondial.
L'année suivante, en 2018, Astley réalise un autre huitième de finale, à l'Open du pays de Galles, mais il est battu par Gary Wilson, 4 manches à 2.

## Théâtre
En 2016, Astley obtient un rôle dans la pièce The Nap portant sur le thème du snooker. Il joue au Crucible Theatre aux côtés d'acteurs tels que Jack O'Connell et Ralf Little.

## Palmarès
| Légende | Catégorie                      | Titres                         | Finales                        |
|         | Tournois classés               | 0                              | 0                              |
|         | Tournois classés mineurs       | 0                              | 0                              |
|         | Tournois non classés           | 0                              | 0                              |
|         | Tournois amateurs              | 2                              | 0                              |
| Gras    | Tournois de la triple couronne | Tournois de la triple couronne | Tournois de la triple couronne |

### Titres
| Saison | Nom du tournoi                               | Lieu  | Finaliste      | Score | Tableau |
| 2007   | Championnat d'Angleterre des moins de 19 ans |       | Anthony McGill | 6-4   |         |
| 2012   | Circuit de qualification EBSA (épreuve 3)    | Sofia | Jeff Cundy     | 3-2   |         |